# Dixie Dean
Dixie Dean, właśc. William Ralph Dean (ur. 22 stycznia 1907 w Birkenhead, zm. 1 marca 1980 w Liverpoolu) – angielski piłkarz, który występował na pozycji napastnika. Wieloletni zawodnik klubu Everton. Uważany za jednego z najlepszych napastników w historii angielskiej piłki nożnej.
Karierę rozpoczynał w Tranmere Rovers. Grając w Evertonie w latach 1924–1938 zdobył 383 bramki w 433 meczach. W sezonie 1927/1928 wygrał ligę z tym klubem i zdobył 60 goli w jednym sezonie, co jest rekordem wszech czasów angielskiego futbolu. W 1932 Everton ponownie wygrał ligę, a Dean znów zdobył tytuł króla strzelców, tym razem z 44 bramkami na koncie. Do Deana należy także klubowy rekord hat-tricków (37). W 1933 wygrał z Evertonem FA Cup. W roku 1938 przeszedł do Notts County. W 1939 podpisał kontrakt z irlandzkim klubem Sligo Rovers, ale jeszcze w tym samym roku przeniósł się do klubu Hurst FC, mającego siedzibę w Ashton-under-Lyne koło Manchesteru, gdzie zakończył karierę.
Przy wejściu na stadion Evertonu Goodison Park znajduje się jego pomnik. W obiekcie jest także pamiątkowy apartament Deana.
W reprezentacji Anglii rozegrał 16 meczów i zdobył 18 goli (1927–1932).